# Orange City (Florida)
Orange City ist eine Stadt in Volusia County im US-Bundesstaat Florida.
Das U.S. Census Bureau hat bei der Volkszählung 2020 eine Einwohnerzahl von 12.632 ermittelt.

## Geographie
Die Stadt grenzt an die Städte Deltona und DeBary und liegt rund fünf Kilometer südlich von DeLand sowie 40 Kilometer nördlich von Orlando.

## Geschichte
Eine erste Besiedlung des Ortes erfolgte ab 1874, die Stadtgründung selbst erfolgte schließlich am 18. Juli 1882. Der Name der Stadt leitet sich von großen Orangenplantagen in der Umgebung ab.
Erstmaligen Eisenbahnanschluss erhielt die Stadt 1886 durch eine Verlängerung der Bahnstrecke der Jacksonville, Tampa & Key West Railway von Jacksonville über Palatka nach Sanford. Nach mehreren Verkäufen und Umstrukturierungen kam die Strecke 1986 schließlich in den Besitz von CSX Transportation.

## Demographische Daten
Laut der Volkszählung 2010 verteilten sich die damaligen 10.599 Einwohner auf 5.917 Haushalte. Die Bevölkerungsdichte lag bei 666,6 Einw./km². 85,7 % der Bevölkerung bezeichneten sich als Weiße, 6,5 % als Afroamerikaner, 0,4 % als Indianer und 1,5 % als Asian Americans. 3,6 % gaben die Angehörigkeit zu einer anderen Ethnie und 2,2 % zu mehreren Ethnien an. 16,9 % der Bevölkerung bestand aus Hispanics oder Latinos.
Im Jahr 2010 lebten in 23,1 % aller Haushalte Kinder unter 18 Jahren sowie 43,6 % aller Haushalte Personen mit mindestens 65 Jahren. 56,1 % der Haushalte waren Familienhaushalte (bestehend aus verheirateten Paaren mit oder ohne Nachkommen bzw. einem Elternteil mit Nachkomme). Die durchschnittliche Größe eines Haushalts lag bei 2,11 Personen und die durchschnittliche Familiengröße bei 2,75 Personen.
20,3 % der Bevölkerung waren jünger als 20 Jahre, 21,7 % waren 20 bis 39 Jahre alt, 22,7 % waren 40 bis 59 Jahre alt und 35,3 % waren mindestens 60 Jahre alt. Das mittlere Alter betrug 48 Jahre. 45,1 % der Bevölkerung waren männlich und 54,9 % weiblich.
Das durchschnittliche Jahreseinkommen lag bei 30.712 $, dabei lebten 20,3 % der Bevölkerung unter der Armutsgrenze.
Im Jahr 2000 war Englisch die Muttersprache von 94,23 % der Bevölkerung, spanisch sprachen 4,53 % und 1,24 % hatten eine andere Muttersprache.

## Sehenswürdigkeiten
Folgende Objekte sind im National Register of Historic Places gelistet:
- Dickinson Memorial Library and Park
- Seth French House
- Orange City Colored School
- Orange City Historic District
- Orange City Town Hall
- Louis P. Thursby House

## Parks
In der Nähe von Orange City befinden sich einige Parks wie der Hontoon Island, der Lower Wekiva River Preserve und der Blue Spring State Park. In letzterem entspringt der St. Johns River, der längste Fluss Floridas, der südlich von Orange City den Monroe See bildet. Die Parks werden rege für Freizeitaktivitäten wie Kajakfahren, Tauchen, Wandern und Campen genutzt.

## Verkehr
Das Stadtgebiet wird von der Interstate 4 sowie den U.S. Highways 17 und 92 (SR 15/SR 600) durchquert.
Der nächste Flughafen ist der rund 30 Kilometer südlich gelegene Orlando Sanford International Airport.